# Lindenbergia muraria
Lindenbergia muraria är en snyltrotsväxtart som först beskrevs av William Roxburgh och David Don, och fick sitt nu gällande namn av Brühl. Lindenbergia muraria ingår i släktet Lindenbergia och familjen snyltrotsväxter. Inga underarter finns listade i Catalogue of Life.